# 29 april
29 april är den 119:e dagen på året i den gregorianska kalendern (120:e under skottår). Det återstår 246 dagar av året.

## Återkommande bemärkelsedagar

### Flaggdagar
- Danmark: Prinsessan Benediktes födelsedag

### Övriga
- Svenska friluftsdagen firas för att främja ett bra friluftsliv.
- Dansens dag

## Namnsdagar

### I den svenska almanackan
- Nuvarande – Tyko
- Föregående i bokstavsordning
  - Kennet – Namnet infördes 1986 på 13 januari. 1993 flyttades det till dagens datum och 2001 till 22 mars.
  - Kent – Namnet har gått samma väg som Kennet, genom att 1986 införas på 13 januari 1993 flyttas till dagens datum och 2001 flyttas till 22 mars.
  - Toralf – Namnet infördes på dagens datum 1986, men utgick 1993.
  - Torulf – Namnet har gått samma väg som Toralf, genom att införas på dagens datum 1986, men utgå 1993.
  - Tychicus – Namnet fanns, till minne av Tychicus en av aposteln Paulus följeslagare, på dagens datum före 1766, då det utgick och ersattes av den modernare formen Tyko.
  - Tyko – Namnet infördes på dagens datum 1766, då det ersatte den äldre formen Tychicus. 1993 flyttades det till 28 april, men återfördes 2001 till dagens datum.
- Föregående i kronologisk ordning
  - Före 1766 – Tychicus
  - 1766–1900 – Tyko
  - 1901–1985 – Tyko
  - 1986–1992 – Tyko, Toralf och Torulf
  - 1993–2000 – Kennet och Kent
  - Från 2001 – Tyko
- Källor
  - Brylla, Eva (red.): Namnlängdsboken, Norstedts ordbok, Stockholm, 2000. ISBN 91-7227-204-X
  - af Klintberg, Bengt: Namnen i almanackan, Norstedts ordbok, Stockholm, 2001. ISBN 91-7227-292-9

### Finlandssvenska almanackan
- Nuvarande från 1950[1] – Henning
- I föregående revideringar[a][2]
  - 1929–1949 – Tyko

## Händelser
- 711 – Moriska trupper, under ledning av Tariq ibn-Ziyad, landstiger vid Gibraltar i södra Spanien och inleder därmed den muslimska erövringen av Iberiska halvön. Arabernas välde över al-Andalus, som de kallar området, kommer att vara i nästan 800 år, innan den kristna reconquistan helt har drivit bort dem 1492.
- 1521 – Den svenska upprorshären lyckas, under Gustav Vasas ledning, under det pågående befrielsekriget besegra danskarna, som står under Didrik Slaghecks befäl, i slaget om Västerås. När danskarna ser att de håller på att förlora slaget sätter de eld på staden, men håller sig ändå kvar i den i ytterligare tre veckor. Den 20 maj ger de upp staden och lämnar den i upprorshärens händer. Den danska garnisonen på Västerås slott kapitulerar dock inte förrän den 31 januari året därpå, efter en nio månader lång belägring.
- 1670 – Sedan Clemens IX har avlidit året före väljs Emilio Bonaventura Altieri till påve och tar namnet Clemens X.[3]
- 1916 – Påskupproret i Dublin tar slut, då upprorsmännen kapitulerar till de brittiska myndigheterna, varvid de krigslagar, som har införts vid upprorets utbrott den 24 april, hävs. Upproret, som har varit det värsta på Irland sedan upproret 1798, har syftat till att göra slut på det brittiska styret över ön. Men även om detta misslyckas för tillfället (upproret slås ned och ledarna ställs inför krigsrätt och avrättas) har det lett till att republikanismen och den irländska nationalismen har fått starkare fäste. Endast sex år senare upprättas Irländska fristaten, som ger landet ökat självstyre inom Storbritannien.
- 1945 – Den tyske diktatorn Adolf Hitler gifter sig med sin mångåriga älskarinna Eva Braun i sin bunker under rikskansliet i Berlin samt utnämner storamiral Karl Dönitz till sin efterträdare. Då den tyska huvudstaden nästan helt är intagen av sovjetiska trupper begår Hitler och hans hustru självmord dagen därpå, för att undvika att hamna i rysk fångenskap.
- 1992 – Omfattande kravaller utbryter i Los Angeles på amerikanska västkusten, sedan en latinamerikansk och tre vita poliser har blivit friade under en rättegång, där de har stått anklagade för misshandel och tjänstefel. Anklagelserna har kommit efter att de den 3 mars året före på ett mycket brutalt sätt har gripit den svarte Rodney King, som då var på permission från ett fängelsestraff. Trots att den förbipasserande George Holliday på avstånd spelade in händelsen med en videokamera och det alltså finns starkt vägande bevis, frikänns alltså samtliga fyra åtalade. Detta leder till anklagelser om rasism hos juryn, vilket i sin tur leder till kravallerna, som pågår till den 4 maj, med vandalisering och bränder som följd och med 53 dödsoffer, 2 300 skadade och över 8 000 gripanden. Kravallerna och kritiken leder till att Los Angeles polischef Daryl Gates tvingas avgå och att rättegången mot de fyra poliserna görs om på federal nivå, varvid två av dem döms till fängelse, medan de båda övriga åter frikänns.
- 1998 – Sveriges riksdag godkänner Amsterdamfördraget, som har antagits som EU-fördrag den 2 oktober året före och träder i kraft den 1 maj året därpå. Fördraget är tänkt att förbättra demokratin inom Europeiska unionen, genom att ge Europaparlamentet ökade befogenheter.
- 2004 – Det 35 229 218:e och sista exemplaret av det amerikanska bilmärket Oldsmobile tillverkas, varefter tillverkningen av bilmärket, som sedan 1909 ägs av General Motors (GM), läggs ner. Oldsmobile är vid denna tid det äldsta existerande amerikanska bilmärket (grundat 1897), men GM har i december 2000 meddelat, att tillverkningen ska läggas ner.
- 2011 – Den brittiske arvprinsen William och fotografen och konsthistorikern Catherine ”Kate” Middleton gifter sig i Westminster Abbey i London, efter att ha varit förlovade i ett halvår.
- 2019 – Efter parlamentsvalet i mars tillträder Estlands nya mitten-höger-regering, Regeringen Ratas II.

## Födda
- 1553 – Albrekt Fredrik, hertig av Preussen 1568–1618
- 1659 – Sophia Elisabet Brenner, svensk författare
- 1745 – Oliver Ellsworth, amerikansk politiker och jurist, senator för Connecticut 1789–1796 och chefsdomare i USA:s högsta domstol 1796–1800
- 1749 – Adolf Fredrik Munck, svensk greve och hovman
- 1758 – Georg Carl von Döbeln, svensk friherre och generallöjtnant
- 1812 – Emilie Högqvist, svensk skådespelare och älskarinna till kung Oscar I
- 1814 – Homer V.M. Miller, amerikansk politiker och läkare, senator för Georgia 1871
- 1817 – Vincent Benedetti, fransk greve och diplomat
- 1818 – Olof Lagergren, svensk postmästare och riksdagsman
- 1826 – George Frisbie Hoar, amerikansk republikansk politiker, senator för Massachusetts 1877–1904
- 1828 – Carl Otto Bergman, svensk militär, industriman, kommunalpolitiker och riksdagsman
- 1837 – Georges Boulanger, fransk brigadgeneral, Frankrikes krigsminister 1886–1887
- 1839 – Marcellus Stearns, amerikansk republikansk politiker, guvernör i Florida 1874–1877
- 1841 – Gottfrid Billing, svensk kyrkoman och konservativ politiker, biskop i Västerås stift 1884–1898 och i Lunds stift 1898–1925, ledamot av Svenska Akademien 1900–1925
- 1849 – Lars Wilhelm Bergström, svensk disponent och politiker
- 1854 – Henri Poincaré, fransk matematiker, fysiker och vetenskapsteoretiker
- 1863
  - William Randolph Hearst, amerikansk tidningsman och politiker
  - Konstantinos Kavafis, grekisk poet
- 1871 – Gerda Sprinchorn, svensk keramiker och skulptör
- 1880 – Ali Fethi Okyar, turkisk diplomat och politiker, Turkiets premiärminister 1923 och 1924–1925
- 1882 – Auguste Herbin, fransk målare
- 1885 – Egon Erwin Kisch, österrikisk-tjeckoslovakisk författare och journalist
- 1888
  - Stina Bergman, svensk manusförfattare, författare och teaterregissör
  - Otto Wagener, tysk generalmajor
- 1893 – Harold Urey, amerikansk kemist, mottagare av Nobelpriset i kemi 1934
- 1899
  - Edward Ellington, amerikansk jazzpianist, kompositör och orkesterledare med artistnamnet Duke Ellington
  - Yngve Sköld, svensk kompositör, skådespelare, pianist och organist
  - Håkan Westergren, svensk skådespelare
- 1901
  - Kathrine Aurell, svensk-norsk författare och manusförfattare
  - Hirohito, kejsare av Japan 1926–1989
- 1902
  - Henny Lindorff Buckhøj, dansk skådespelare
  - Anna Lisa Lundkvist, svensk författare och översättare
- 1907
  - Tino Rossi, fransk sångare (tenor) och skådespelare
  - Fred Zinnemann, österrikisk-amerikansk regissör
- 1908 – James Kealoha, amerikansk politiker, viceguvernör i Hawaii 1959–1962
- 1916 – Lars Korvald, norsk politiker, Norges statsminister 1972–1973
- 1917 – Celeste Holm, amerikansk skådespelare
- 1922
  - Tommy Noonan, amerikansk skådespelare
  - Toots Thielemans, belgisk jazzmusiker
- 1924 – Zizi Jeanmaire, fransk dansare och skådespelare
- 1928 – Svenerik Perzon, svensk skådespelare
- 1934
  - Åse-Marie Nesse, norsk poet och översättare
  - Akira Takarada, japansk skådespelare
- 1936 – Zubin Mehta, indisk orkesterledare och dirigent
- 1940 – Peter A. Diamond, amerikansk ekonom, mottagare av Sveriges riksbanks pris i ekonomisk vetenskap till Alfred Nobels minne 2010
- 1943 – Ian Kershaw, brittisk historiker
- 1944 – Benedikte, dansk prinsessa, syster till drottning Margrethe
- 1945
  - Tammi Terrell, amerikansk soulsångare
  - Anne Marie Ottersen, norsk skådespelare
- 1946 – Rodney Frelinghuysen, amerikansk republikansk politiker
- 1950
  - Phillip Noyce, australisk filmregissör
  - Debbie Stabenow, amerikansk demokratisk politiker, senator för Michigan 2001–2025
- 1951 – Dale Earnhardt, amerikansk racerförare
- 1952 – David Icke, brittisk fotbollsspelare, reporter, sportkommentator, politiker, författare och konspirationsteoretiker
- 1953 – Tore Persson, svensk skådespelare och läkare
- 1954 – Jerry Seinfeld, amerikansk ståuppkomiker, skådespelare och författare
- 1955 – Kate Mulgrew, amerikansk skådespelare
- 1957
  - Paul Clark, brittisk labourpolitiker, parlamentsledamot 1997–2010
  - Daniel Day-Lewis, brittisk skådespelare
  - Birgitte Söndergaard, svensk skådespelare, konstnär och tv-programledare
- 1958 – Michelle Pfeiffer, amerikansk skådespelare
- 1962 – Åsa Domeij, svensk miljöpartistisk politiker och agronom, riksdagsledamot 1988–1991 och 2002–2006
- 1963 – Mike Babcock, kanadensisk ishockeyspelare och -tränare
- 1964 – Tintin Anderzon, svensk skådespelare
- 1965 – Elisabeth Åsbrink, författare och journalist
- 1967 – Curtis Joseph, kanadensisk ishockeymålvakt
- 1968 – Suzanne Lassar, svensk radioprofil och -producent
- 1970
  - Andre Agassi, amerikansk tennisspelare
  - Jari Kainulainen, finländsk rockmusiker, basist i gruppen Stratovarius
  - Uma Thurman, amerikansk skådespelare
- 1972
  - Fredrik Kempe, svensk artist och låtskrivare
  - Niclas Fasth, svensk golfspelare
- 1973
  - Fares Fares, svensk-libanesisk skådespelare
  - David Belle, fransk skådespelare och koreograf, grundare av parkourmetoden
- 1974 – James Thompson, brittisk racerförare
- 1975 – Eric Koston, amerikansk skateboardåkare
- 1976 – Fabio Liverani, italiensk fotbollsspelare
- 1979 – Jo O'Meara, brittisk artist, medlem i gruppen S Club 7
- 1980 –  Jonas Lundqvist, svensk musiker, trummis i Bad Cash Quartet och därefter aktiv som soloartist
- 1981 – Jay Smith, svensk sångare och gitarrist
- 1983
  - Sam Jones III, amerikansk skådespelare
  - Hedvig Lindahl, svensk fotbollsmålvakt, OS-silver 2016 och 2020
- 1986 – Petter Bristav, svensk tv-redigerare och ståuppkomiker
- 1998 – Mallory Swanson, amerikansk fotbollsspelare
- 2001 – Johannes Pietsch, österikisk-filippinsk låtskrivare och sångare

## Avlidna
- 1380 – Katarina av Siena, 33, italiensk dominikannunna, mystiker och helgon
- 1442 – Krister Nilsson (Vasa), omkring 57, svensk riddare, riksråd och ståthållare, Sveriges drots sedan 1435
- 1676 – Michiel de Ruyter, 69, nederländsk amiral
- 1742 – Johan Moraeus, 70, svensk bergsläkare
- 1768 – Filippo della Valle, 69, italiensk skulptör
- 1805 – Lorens Pasch den yngre, 71, svensk konstnär
- 1823 – Dwight Foster, 65, amerikansk politiker, senator för Massachusetts 1800–1803
- 1926 – William E. English, 75, amerikansk politiker, kongressledamot 1884–1885
- 1933 – Konstantinos Kavafis, 70, grekisk poet
- 1937 – Wallace Carothers, 41, amerikansk kemist, upptäckare av materialet nylon
- 1945 – Hermann Fegelein, 38, tysk SS-Oberführer, adjutant till SS-chefen Heinrich Himmler (arkebuserad)
- 1951 – Ludwig Wittgenstein, 62, österrikisk matematiker och filosof
- 1956 – Wilhelm von Leeb, 79, tysk generalfältmarskalk
- 1967 – Claude Wickard, 74, amerikansk demokratisk politiker, USA:s jordbruksminister 1940–1945
- 1980 – Alfred Hitchcock, 80, brittisk filmregissör
- 1993 – Mick Ronson, 46, brittisk musiker, arrangör och låtskrivare
- 1999 – Oscar Ljung, 89, svensk skådespelare och teaterregissör
- 2002 – Sune Andersson, 81, svensk fotbollsspelare och -tränare, OS-guld 1948
- 2006
  - John Kenneth Galbraith, 97, kanadensisk-amerikansk nationalekonom
  - Bengt Haslum, 82, svensk sångtextförfattare, författare, översättare och programledare i radio
- 2007
  - Ivica Račan, 63, kroatisk politiker, Kroatiens premiärminister 2000–2003
  - Joseph Nérette, 83, haitisk politiker, Haitis president 1991–1992
  - Arve Opsahl, 85, norsk skådespelare och komiker
- 2008
  - Ebbe Gilbe, 68, svensk dokumentärfilmare
  - Julie Ege, 64, norsk skådespelare
  - Albert Hofmann, 102, schweizisk kemist
- 2011 – Joanna Russ, 74, amerikansk science fiction-författare
- 2012
  - Thomas Mera Gartz, 68, svensk musiker, medlem i gruppen Träd, Gräs och Stenar
  - Shukri Ghanem, 69, libysk politiker, Libyens premiärminister 2003–2006
  - Joel Goldsmith, 54, amerikansk kompositör
  - Thomas Austin Preston, 83, amerikansk pokerspelare med smeknamnet Amarillo Slim
- 2014
  - Iveta Bartošová, 48, tjeckisk sångare
  - Bob Hoskins, 71, amerikansk skådespelare
  - Walter Walsh, 106, amerikansk FBI-agent, skjutinstruktör och olympisk sportskytt
- 2015
  - Brian Sedgemore, 78, brittisk politiker, parlamentsledamot för Labour 1974–1979 och 1983–2005
  - Daniel Walker, 92, amerikansk demokratisk politiker, guvernör i Illinois 1973–1977
- 2018
  - Michael Martin, 82, brittisk politiker, brittiska underhusets talman 2000–2009
  - Luis García Meza Tejada, 88, boliviansk general och politiker, Bolivias president och diktator 1980–1981
- 2019
  - Les Murray, 80, australisk poet
  - Ellen Tauscher, 67, amerikansk demokratisk politiker, representanthusledamot 1997–2009
- 2020
  - Yahya Hassan, 24, dansk poet
  - Maj Sjöwall, 84, svensk författare, del av författarparet Sjöwall Wahlöö
- 2024 – Tove Naess, 64, svensk sångare